# Ариццано
Ариццано (итал. Arizzano) — город в Италии, расположен в регионе Пьемонт, подчинён административному центру Вербано-Кузьо-Оссола (провинция).
Население составляет 1888 человек (на 23.06.1905 г.), плотность населения составляет 1158 чел./км². Занимает площадь 1,63 км². Почтовый индекс — 28811. Телефонный код — 00323.
Покровителем города считается San Bernardo da Mentone. Праздник города ежегодно празднуется 12 июня.